# Wielokąt foremny

Przykładowe wielokąty foremne, mające od trzech do ośmiu boków

Wielokąt foremny – wielokąt, który ma wszystkie kąty wewnętrzne równe i wszystkie boki równej długości.
Najmniejszą możliwą liczbą boków wielokąta foremnego jest 3. Teoretycznie jest możliwy do skonstruowania dwukąt (dwubok) foremny, ale jest to przypadek zdegenerowany, wyglądałby on jak zwykły odcinek, a kąt między bokami wynosiłby 0°.
Trójkąt foremny jest określany jako trójkąt równoboczny, czworokąt foremny – jako kwadrat.
Wielokątami foremnymi zajmował się m.in. niemiecki matematyk Carl Friedrich Gauss, który w 1801 odkrył, że {\displaystyle n}-kąt foremny daje się skonstruować za pomocą zwykłego cyrkla i linijki (tzw. konstrukcje klasyczne) wtedy i tylko wtedy, gdy {\displaystyle n} jest liczbą postaci {\displaystyle 2^{k}p_{1}p_{2}\dots p_{s},} gdzie {\displaystyle p_{1},p_{2},\dots ,p_{s}} są różnymi liczbami pierwszymi Fermata. Twierdzenie to jest dziś znane jako twierdzenie Gaussa-Wantzela.
Wszystkie wielokąty foremne są figurami wypukłymi. Każde dwa wielokąty foremne o tej samej liczbie boków są podobne.

## Wzory
Przyjęte oznaczenia:
{\displaystyle n} – liczba boków wielokąta foremnego,
{\displaystyle a} – długość jednego boku wielokąta.
- Wzór na miarę kąta wewnętrznego (pomiędzy sąsiednimi bokami) wielokąta foremnego:

{\displaystyle \gamma ={\frac {\pi (n-2)}{n}}\mathrm {rad} \,\!={\frac {180^{\circ }\cdot (n-2)}{n}}.}
- Wzór na miarę kąta środkowego (czyli kąt, pod jakim widziany jest bok wielokąta z jego środka):

{\displaystyle \beta ={\frac {2\pi }{n}}\mathrm {rad} \,\!={\frac {360^{\circ }}{n}}.}
- Wzór na promień okręgu opisanego na wielokącie foremnym:

{\displaystyle R={\frac {a}{2\sin {\frac {\pi }{n}}}}={\frac {a}{2}}\operatorname {cosec} {\frac {\pi }{n}}.}
- Wzór na promień okręgu wpisanego w wielokąt foremny:

{\displaystyle r={\frac {a}{2\operatorname {tg} {\frac {\pi }{n}}}}={\frac {a}{2}}\operatorname {ctg} {\frac {\pi }{n}}.}
- Wzory na długość boku wielokąta foremnego:

{\displaystyle {\begin{aligned}a&=2{\sqrt {R^{2}-r^{2}}}\\&=2R\sin {\frac {\pi }{n}}\\&=2r\operatorname {tg} {\frac {\pi }{n}}.\end{aligned}}}
- Wzór na obwód wielokąta foremnego:

{\displaystyle L=n\cdot a.}
- Wzory na pole powierzchni wielokąta foremnego:

{\displaystyle {\begin{aligned}S&={\frac {1}{4}}na^{2}\operatorname {ctg} {\frac {\pi }{n}}\\&={\frac {nar}{2}}\\&=nr^{2}\operatorname {tg} {\frac {\pi }{n}}\\&=nR^{2}\sin {\frac {\pi }{n}}\cos {\frac {\pi }{n}}\\&={\frac {1}{2}}nR^{2}\sin {\frac {2\pi }{n}}.\end{aligned}}}
- Wzór na długości przekątnych wielokąta foremnego:

{\displaystyle d_{k}={\frac {a\sin {\frac {(k+1)\pi }{n}}}{\sin {\frac {\pi }{n}}}},}
gdzie {\displaystyle k\in \mathbb {N} ,\ 1\leqslant k\leqslant n-3.}
- Kąt między dowolnymi sąsiednimi przekątnymi wychodzącymi z jednego wierzchołka (włącznie z bokami wychodzącymi z tego wierzchołka)

{\displaystyle \gamma ={\frac {\pi }{n}}\mathrm {rad} \,\!={\frac {180^{\circ }}{n}}.}

## Tabela wielokątów foremnych
Poniżej znajduje się lista najprostszych wielokątów foremnych.
| Nazwa                 | Ilustracja | Liczba boków | Miara kąta wewnętrznego                       | Konstruowalny cyrklem i linijką? |
| --------------------- | ---------- | ------------ | --------------------------------------------- | -------------------------------- |
| Trójkąt równoboczny   |            | 3            | {\displaystyle 60^{\circ }}                   | T                                |
| Kwadrat               |            | 4            | {\displaystyle 90^{\circ }}                   | T                                |
| Pięciokąt foremny     |            | 5            | {\displaystyle 108^{\circ }}                  | T                                |
| Sześciokąt foremny    |            | 6            | {\displaystyle 120^{\circ }}                  | T                                |
| Siedmiokąt foremny    |            | 7            | {\displaystyle {128{\tfrac {4}{7}}}^{\circ }} | N                                |
| Ośmiokąt foremny      |            | 8            | {\displaystyle 135^{\circ }}                  | T                                |
| Dziewięciokąt foremny |            | 9            | {\displaystyle 140^{\circ }}                  | N                                |
| Dziesięciokąt foremny |            | 10           | {\displaystyle 144^{\circ }}                  | T                                |